# Lode Runner
Lode Runner è un videogioco a piattaforme pubblicato da Brøderbund nel 1983 per diversi home computer e convertito successivamente per molte altre piattaforme, tra cui anche macchine arcade in licenza alla Irem. È stato uno dei primi titoli a includere un editor di livelli.

## Modalità di gioco
In Lode Runner si controlla un uomo che deve raccogliere tutto l'oro dentro delle miniere, evitando al contempo dei robot antropomorfi che cercano di catturarlo. L'uomo, oltre a correre orizzontalmente sulle piattaforme e salire scale a pioli, ha una speciale abilità: quella di scavare istantaneamente delle buche nel pavimento, sparando un raggio accanto ai propri piedi.
Le buche si possono utilizzare per scendere ai piani sottostanti (le cadute da qualunque altezza sono innocue), mentre se vi cadono i robot rimangono intrappolati per alcuni secondi, durante i quali è possibile anche camminargli sopra. Dopo un po' inoltre le buche si richiudono da sole, e se un robot si trova ancora all'interno viene distrutto e dopo qualche secondo ne appare un altro in un punto casuale ai piani alti del livello.
Non essendo possibile scavare direttamente sotto il protagonista, ma solo ai lati, anche lui potrebbe rimanere intrappolato mortalmente in una buca stretta se la piattaforma è spessa e la buca non la attraversa tutta. Per attraversare una piattaforma spessa è necessario scavare una buca larga (più buche affiancate) in modo da avere spazio di manovra per scavare lo strato successivo.
Ci sono 150 livelli, ciascuno composto da diversi piani, scale, e a volte barre sospese lungo le quali i personaggi possono spostarsi appendendosi con le braccia. La schermata è fissa e le piattaforme sono decorate con un motivo a mattoni. Risolvere un livello è a volte solo questione di rapidità e riflessi, a volte invece richiede astuzia e soluzione di rompicapi. Ad esempio, le guardie hanno comportamenti predefiniti, che le inducono a cambiare direzione se il protagonista passa in certi punti; oppure, anche le guardie sono in grado di raccogliere l'oro, per poi trasportarlo temporaneamente e depositarlo altrove; queste caratteristiche devono a volte essere sfruttate dal giocatore.
Gran parte delle versioni domestiche includono un editor di livelli con la possibilità di salvare le creazioni su nastro o disco.

## Storia
Inizialmente il gioco, sviluppato da Douglas E. Smith (studente di architettura all'Università di Washington), si chiamava Kong ed era stato scritto su un Prime Computer 550. In seguito è stato portato su un computer VAX, aggiungendo all'originale codice sorgente in linguaggio Fortran delle sezioni in Pascal.
Nel settembre 1982 Smith convertì, in circa una settimana, una versione giocabile del prototipo in linguaggio assembly per 6502, il processore dell'Apple II, rinominando il gioco Miner. Una versione migliorata (sebbene in bianco e nero e priva di supporto joystick), venne inoltrata alla Brøderbund il mese seguente, ma ricevette una lettera di rifiuto. Smith non si arrese: acquistò un monitor a colori e un joystick, e continuò a migliorare il gioco. A dicembre ripropose il gioco (come Lode Runner) a quattro aziende: Sierra, Sirius Software, Synergistic Software e Brøderbund. Accettò l'offerta di quest'ultima.

## Altre versioni
Brøderbund ha pubblicato in seguito Championship Lode Runner e Lode Runner's Rescue. In Lode Runner's Rescue (per Atari XL e Commodore 64), il gioco è piuttosto differente e ha una prospettiva isometrica, e si controlla Alexandra, la figlia del protagonista.
Altre versioni di Lode Runner sono Battle Lode Runner, Lode Runner: The Legend Returns,  Lode Runner 2, e Lode Runner Online: Mad Monks' Revenge. Ognuno di essi ha elementi aggiuntivi rispetto all'originale, come power-up e diversi tipi di nemici.
Esistono anche diverse versioni arcade:
- Lode Runner (1984, Irem)
- Lode Runner: The Bungeling Strikes Back (1985)
- Lode Runner: The Golden Labyrinth (1985), Majin No Fukkatsu in Giappone
- Lode Runner: Teikoku Karano Dasshutsu (1986)
- Lode Runner: The Dig Fight (2000)

Esiste anche una versione tridimensionale per Nintendo 64, Lode Runner 3D. Altre sono uscite nel solo Giappone:  Lode Runner Twin, Power Lode Runner, Battle Lode Runner.
Nel 2009 è uscita una versione aggiornata per Xbox Live.

## Bungeling
I Bungeling sono un nemico ricorrente nelle produzioni Brøderbund: appaiono infatti anche in Raid on Bungeling Bay e in Choplifter.
Rappresentano un impero dispotico, che in Lode Runner si è impadronito dell'oro che il protagonista deve recuperare.